# الکساندر باروالد
الکساندر باروالد (انگلیسی: Alexander Baerwald؛ ۳ مارس ۱۸۷۷ – ۲۷ اکتبر ۱۹۳۰) معمار، نقاش و استاد دانشگاه اهل آلمان بود.